# 米切爾縣 (德克薩斯州)
米切爾縣（英語：Mitchell County）是美國德克薩斯州中西部的一個縣。面積2,372平方公里。根據美國2000年人口普查估計，共有人口9,698人。縣治科羅拉多城（Colorado City）。
成立於1876年8月21日，縣政府成立於1881年1月10日。縣名紀念一對兄弟：亞撒·米切爾和以利·米切爾（兩者都是殖民者並曾參與德克薩斯革命）。